# Павлиці (округ Трнава)
Павлиці (словац. Pavlice) — село, громада округу Трнава, Трнавський край. Кадастрова площа громади — 7.63 км².
Населення 547 осіб (станом на 31 грудня 2020 року).

## Історія
Павлиці згадуються 1266 року.

## Географія
Протікає річка Ронава.

## Населення
| Рік:            | 1994. | 2004.   | 2014.    | 2024.   |
| --------------- | ----- | ------- | -------- | ------- |
| Кількість осіб: | 510   | 484     | 533      | 535     |
| Різниця:        |       | -5,09 % | +10,12 % | +0,37 % |

| Рік:            | 2023. | 2024.   |
| --------------- | ----- | ------- |
| Кількість осіб: | 532   | 535     |
| Різниця:        |       | +0,56 % |